# レディ・ソウル
『レディ・ソウル』（Lady Soul）は、アメリカ合衆国の歌手アレサ・フランクリンが1968年1月に発表したスタジオ・アルバム。アトランティック・レコード移籍後としては3作目のアルバムに当たる。

## 背景
「ナチュラル・ウーマン」は、ジェリー・ゴフィンとキャロル・キングの夫婦が本作のプロデューサーであるジェリー・ウェクスラーと共作した曲で、まずウェクスラーがタイトルを考え、ゴフィンに作詞を依頼した。この曲は1967年9月7日にシングルとしてリリースされて、Billboard Hot 100で8位、『ビルボード』のR&Bシングル・チャートで2位を記録した。
「チェイン・オブ・フールズ」はドン・コヴェイが書き下ろした曲で、ウェクスラーは当初オーティス・レディングに提供しようと考えていたが、コヴェイの作ったデモを聴いて、アレサ・フランクリンに歌わせることにしたという。「チェインズ・オブ・フール」は1967年11月22日にシングルとしてリリースされ、Hot 100で2位、R&Bチャートで1位という大ヒットを記録した。
残りの8曲は1967年12月にレコーディングされ、マッスル・ショールズ・サウンド・スタジオのセッション・ミュージシャンに加えてボビー・ウーマックやエリック・クラプトン等もセッションに参加した。また、アレサの妹キャロリン・フランクリンは、バッキング・ボーカルで参加したのに加えて、自作曲「エイント・ノー・ウェイ」を提供している。

## 反響
本作は総合アルバム・チャートのBillboard 200で2位に達し、R&Bアルバム・チャートでは1位、ジャズ・アルバム・チャートでは3位を記録した。また、1968年2月9日には「愛する貴方を失くして」がシングル・カットされてHot 100で5位、R&Bチャートで1位となり、B面曲の「エイント・ノー・ウェイ」もチャート入りしてHot 100で16位、R&Bチャートで9位を記録した。
イギリスでは『貴方だけを愛して』（1967年）以来の全英アルバムチャート入りを果たし、18週チャート圏内に入って最高25位を記録。

## 評価
グラミー賞では、収録曲「チェイン・オブ・フールズ」が最優秀女性R&Bボーカル・パフォーマンス賞を受賞した。
ジョン・ブッシュはオールミュージックにおいて5点満点を付け、本作について「彼女の歌はデビュー当時よりも情熱が込められており、おまけに楽曲も強く、ソウル及びポップ・ミュージックの最高のソングライター達によるオリジナルとカヴァーが見事に溶け合っている」と評し、収録曲「ナチュラル・ウーマン」について「ポップ・ミュージックを象徴する歴史的パフォーマンスの一つ」と評している。
VH1が2001年に選出した「100 Greatest Albums」では41位にランク・イン。また、『ローリング・ストーン』誌が選出したオールタイム・グレイテスト・アルバム500（2020年版）では75位。

## 収録曲
1. チェイン・オブ・フールズ - "Chain of Fools" (Don Covay) - 2:47
2. マネー・ウォント・チェンジ・ユー - "Money Won't Change You" (James Brown, Nat Jones) - 2:09
3. ピープル・ゲット・レディ - "People Get Ready" (Curtis Mayfield) - 3:44
4. ニキ・ホーキー - "Niki Hoeky" (Jim Ford, Lolly Vegas, Pat Vegas) - 2:31
5. ナチュラル・ウーマン - "(You Make Me Feel Like) A Natural Woman" (Gerry Goffin, Carole King, Jerry Wexler) - 2:45
6. 愛する貴方を失くして - "(Sweet Sweet Baby) Since You've Been Gone" (Aretha Franklin, Ted White) - 2:26
7. グッド・トゥ・ミー - "Good to Me As I Am to You" (A. Franklin, T. White) - 3:58
8. カム・バック・ベイビー - "Come Back Baby" (Walter Davis) - 2:27
9. グルーヴィン - "Groovin'" (Felix Cavaliere, Eddie Brigati) - 2:58
10. エイント・ノー・ウェイ - "Ain't No Way" (Carolyn Franklin) - 4:17

### リマスターCDボーナス・トラック
1. チェイン・オブ・フールズ（未編集ヴァージョン） - "Chain of Fools (Unedited Version)" (D. Covay) - 4:22
2. ナチュラル・ウーマン（モノ・シングル・ヴァージョン） - "(You Make Me Feel Like) A Natural Woman (Mono Single Version)" (G. Goffin, C. King. J. Wexler) - 2:49
3. 愛する貴方を失くして（モノ・シングル・ヴァージョン） - "Since You've Been Gone (Sweet Sweet Baby) (Mono Single Version)" (A. Franklin, T. White) - 2:28
4. エイント・ノー・ウェイ（モノ・シングル・ヴァージョン） - "Ain't No Way (Mono Single Version)" (C. Franklin) - 4:13

## 参加ミュージシャン
- アレサ・フランクリン - ボーカル (all)、ピアノ (#1, #3, #6 - #10)
- スプーナー・オールダム - エレクトリックピアノ (#1, #4, #6)、オルガン (#3, #7 - #9)、ピアノ (#5)
- ウォーレン・スミス - ヴィブラハープ (#10)
- ジミー・ジョンソン - ギター (#1, #2, #4, #6, #8, #9)
- ボビー・ウーマック - ギター (#2 - #4, #6, #8, #9)
- ジョー・サウス - ギター (#1, #2, #4, #9)
- エリック・クラプトン - ギター・ソロ (on #7)
- トミー・コグビル - ベース (all)
- ロジャー・ホーキンス - ドラムス (#5を除く)
- ジーン・クリスチャン - ドラムス (on #5)
- スウィート・インスピレイションズ - バッキング・ボーカル (#7を除く)
- キャロリン・フランクリン - バッキング・ボーカル (#7を除く)
- アーマ・フランクリン - バッキング・ボーカル (#1, #5, #6)
- エリー・グリーンウィッチ - バッキング・ボーカル (#1)
- キング・カーティス - テナー・サックス (#2 - #4, #6 - #8, #10)
- セルダン・パウエル - テナー・サックス (#2 - #4, #6 - #8, #10)、フルート (#9)
- フランク・ウェス - テナー・サックス (#2 - #4, #6 - #8, #10)、フルート (#2, #3, #7, #9, #10)
- ヘイウッド・ヘンリー - バリトン・サックス (#2 - #4, #6 - #8, #10)
- バーニー・グロウ - トランペット ( #2 - #4, #6 - #8, #10)
- メルヴィン・ラスティ - トランペット (#2 - #4, #6 - #8, #10)
- ジョー・ニューマン - トランペット (#2 - #4, #6 - #8, #10)
- トニー・スタッド - バス・トロンボーン (#2 - #4, #6 - #8, #10)
- トム・ダウド - アレンジ (all)
- アリフ・マーディン - アレンジ (all)
- ラルフ・バーンズ - ストリングス指揮 (on #5)